# Tá-se Bem
Tá-se Bem é o álbum de estreia da banda portuguesa de reggae Kussondulola. Foi editado em 1995 pela EMI. "Dançam no Huambo" e "Perigosa" foram colossais êxitos que ainda hoje passam nas rádios portuguesas, tendo vencido nesse ano o "Prémio Banda Revelação" dos Prémios Blitz, atribuídos pela publicação Blitz.

## Faixas
1. Perigosa
2. Dançam No Huambo
3. Assassineta
4. Fizeram Tudo
5. Amizade
6. Guerrilheiro
7. Naty Dred Looks
8. Terezinha
9. Jacaré
10. Jovem Do Prenda
11. Perigosa (G.P. Mix)

## Elementos
- Janelo (voz e guitarra)
- Dady Bé (baixo)
- Messias (percussões)